# Himlabacken, volume 2
Himlabacken, volume 2 is een studioalbum van Moon Safari. 

## Inleiding
Volume 2 was het langverwachte vervolg op Himlabacken, volume 1; de band deed er tien jaar over. Moon Safari hanteert vanaf hun eerste album A Doorway to Summer een vaste stijl. Samenzang in de tradities van The Beatles, The Beach Boys en Queen wordt gelegd boven progressieve rock in de stijl van Yes en Genesis uit de jaren zeventig en tachtig.
Opnamen vonden plaats in Mullberget, Skellefteå, thuisbasis van Moon Safari. De mix en mastering werd verzorgd door Rich Mouser in Los Angeles bekend van werk met Spock's Beard etc.
Himlabacken vertelt het chronologische verhaal van jeugd en opgroeien (volume 1) leidend tot volwassenheid (volume 2). Een foto van Skellefteå in 1955 siert de hoes.  

## Musici
- Mikael Israelsson – drumstel, percussie, toetsinstrumenten, zang
- Petter Sandström – eerste zangstem, akoestisch gitaar
- Pontus Åkesson – eerste zangstem, elektrische en akoestisch gitaar
- Sebastian Åkesson – orgel, percussie, zang
- Johan Westerlund – basgitaar, eerste zangstem
- Simon Åkesson – eerste zangstem, toetsinstrumenten, arrangementen

Met
- Jamison Schmeltz – saxofoon (track 8)

## Muziek
| Nr. | Titel                                                                       | Duur  |
| --- | --------------------------------------------------------------------------- | ----- |
| 1.  | 198X (Heaven hill) (T: Sandström, M: Sandström, Simon Åkesson)              | 3:55  |
| 2.  | Between the devil and me (T: Westerlund, M: Simon Åkesson)                  | 10:38 |
| 3.  | Emma, come on (T: Sandström, M: Simon Åkesson)                              | 3:19  |
| 4.  | A lifetime to learn how to love (Sandström, M: P. Åkesson)                  | 8:28  |
| 5.  | Beyond the blue (T; Westerlund, M: Westerlund)                              | 2:12  |
| 6.  | Blood moon (T: Westerlund, M: Westerlund)                                   | 5:44  |
| 7.  | Teen angel meets the apocalypse (T; Sandström, M. Sandström, Simon Åkesson) | 21:03 |
| 8.  | Forever, for you (T; Sandström, M: Sandström, Simon Åkesson)                | 10:08 |
| 9.  | Epilog (T; Sandström, M: Sandström, Simon Åkesson)                          | 3:22  |

The angel meets the apocalypse is onderverdeeld in A: Diamonds in the rain; B: Road to roundabout, C: London Bridge is falling down en D: What the thunder said. Emma, come on is een liefdesverklaring aan actrice Emma Stone. De te printen hoes voor de digitale single laat haar portret zien.  In het dankwoord werden onder meer vermeld Chris Squire (Yes), Graham Gouldman (10cc) en Tomas Bodin (The Flower Kings).
Progwereld en DPRP bestempelden het album als een van de beste progalbums van 2023; hetgeen bevestigd werd door het merendeel van de meningen op Progarchives. Toch was er een punt van kritiek; het klonk hier en daar wel erg gemakkelijk en te poppy. 